# Baudouin Mouanda
Pour les articles homonymes, voir Mouanda (homonyme).
Baudouin Mouanda, parfois surnommé « Photouin », est un photographe congolais né le 22 juin 1981 à Ouesso (Congo). Il est connu pour ses photos montrant la vie quotidienne de son pays, la République du Congo, et notamment pour sa série Sapologie consacrée aux « sapeurs » de Brazzaville (2008). Ayant le souci de montrer les réalités économiques, sociales et culturelles du Congo, il s'intéresse à des thématiques variées, allant de la guerre au climat, en passant par l'éducation. 
En 2022, il est lauréat du prix Roger-Pic (France) pour sa série Ciel de saison sur le thème du réchauffement climatique, devenant le premier photographe africain à recevoir ce prix.

## Biographie

### Jeunesse et débuts
Baudouin Mouanda naît le 22 juin 1981 à Ouesso (Sangha). C'est à l'âge de 13 ans qu'il se met à s'intéresser à la photographie, attiré par les perspectives et jeux de lumières des objectifs,. Il participe par la suite à un stage offert par l'Union européenne, au cours duquel son talent est repéré. 
En 2005, il participe à la création du collectif « Génération Elili » avec des amis, une association destinée à aider les photographes congolais, et qui deviendra « le porte-étendard de la photographie congolaise au-delà du Congo »,,.  Il rejoint par la suite également le collectif « Afrique in Visu ».
En 2007, il réalise une série de photos intitulée Les séquelles de la guerre, réalisée surtout à Kinshasa (RDC) et consacrée aux guerres de 1993, 1997 et 1998 ayant secoué les deux Congo. Ce travail lui vaut d'être accepté au sein d'un cursus en photojournalisme du Centre de formation et de perfectionnement des journalistes à Paris (France),.

### Accès à la notoriété
C'est pendant son séjour à Paris qu'il voit pour la première fois des membres de la Sape, la Société des ambianceurs et des personnes élégantes, un mouvement culturel de « dandys » congolais s'habillant avec des costumes colorés et luxueux. Fasciné, il réalise alors une série de photos en hommage aux « sapeurs » de Brazzaville, Sapologie, avec laquelle il se fait connaître du grand public en 2008. Cette série rencontre un succès planétaire et il effectue une exposition itinérante dans plusieurs pays, dont la France (musée Dapper), le Japon et la Chine.
En 2013, il fait l'objet du film documentaire Congolese Dreams, réalisé par Philippe Cordey et produit par Al Jazeera Documentary, qui le suit au cours d'un de ses projets consistant à photographier des femmes en robes de mariée dans des décors insolites (trains bondés, décharges publiques),.
Par la suite, Baudouin Mouanda cherche à montrer la vie quotidienne et les réalités sociales, économiques et culturelles de son pays, la République du Congo. Il réalise notamment en 2016 la série Sur le trottoir du Savoir, dans laquelle il montre des étudiants et lycéens congolais obligés de travailler à l'extérieur une fois la nuit tombée afin de profiter de la lumière des réverbères, n'ayant pas accès à l'électricité chez eux. La série est exposée à l'Espace Callot, dans le 6e arrondissement de Paris (France),.
En 2020, pendant la pandémie de Covid-19, il se met à s'intéresser au thème du réchauffement climatique et à ses conséquences sur son pays. Il photographie ainsi des Brazzavillois posant avec leurs biens dans des sous-sols inondés, un phénomène de plus en plus fréquent dans la capitale congolaise à cause du dérèglement climatique,. Intitulée Ciel de saison, cette série a pour objectif, selon l'artiste, d'alerter sur « la nécessité de préserver et de respecter l’environnement, sous peine de [subir des] représailles naturelles ». Ce travail lui vaut d'être lauréat du prix Roger-Pic de la Scam (France) en 2022, les membres du jury saluant « un travail remarquable, nécessaire, documentant et interrogeant le réel avec humanité, singularité et humour ». Il devient ainsi le premier photographe africain à recevoir ce prix. Cette série sera notamment exposée pendant la COP27 de Charm el-Cheikh (Égypte) sur le pavillon de la Francophonie.
En septembre 2022, son projet intitulé La SAPE, le Rêve d'aller-retour, mettant en scène des sapeurs congolais photographiés dans le Grand Paris (France), fait partie des lauréats de l'exposition « Regards du Grand Paris ». À cette occasion, ses photographies sont exposées dans plusieurs endroits du Grand Paris, dont le Musée Carnavalet, et rejoignent les collections du Cnap. Le magazine Beaux Arts estime alors que ses photos sont « une leçon de style éminemment joyeuse, qui donne aux paysages gris des villes les couleurs de l’arc-en-ciel ».
Baudouin Mouanda a participé à de nombreuses expositions pendant sa carrière, dont les Rencontres de Bamako (Mali) et les Rencontres de la photographie d'Arles (France). Il collabore aussi avec des journaux, dont Jeune Afrique, Afrique Magazine, Le Monde, VSD et L’Humanité.
Vivant et travaillant à Brazzaville (Congo), il s'investit notamment dans l'arrondissement de Madibou, où il a ouvert le centre culturel « Classpro-culture ».